# Hipopigmentacja

Wyraźne obszary odbarwień na dłoni

Hipopigmentacja – jedno z zaburzeń barwnikowych skóry polegające na niedoborze melaniny w naskórku. 

## Przyczyny
Hipopigmentacja może być dziedziczna (albinizm) lub nabyta w wyniku urazu skóry (hipopigmentacja pozapalna) na skutek
- oparzenia
- otarcia
- skaleczenia

Po wygojeniu skóry niektóre jej obszary pozostają jaśniejsze – zaburzenie ma charakter lokalny, w przeciwieństwie do globalnego przy albinizmie. Uszkodzenia melanocytów mogą też następować pod wpływem niektórych leków czy substancji działających na powierzchnię skóry, promieniowania. 
Może też następować samoistnie i mieć charakter czasowy. Na ciele (głównie policzkach i ramionach) pojawiają się liczne gładkie jasne plamy. Mogą powodować swędzenie, ale nie są bolesne. Zwykle zanikają w wieku dwudziestu kilku lat.

## Sposoby leczenia
W przypadku albinizmu stosuje się zabiegi zachowawcze, np. unikanie nadmiernego nasłonecznienia i kontrole dermatologiczne, aby uniknąć lub wcześnie zdiagnozować zmiany nowotworowe. Hipopigmentację nabytą (szczególnie pourazową) można leczyć poprzez repigmentację farmakologiczną (np. psoralen) połączoną z opalaniem światłem słonecznym lub w solarium. W przypadku niewielkich powierzchniowo zmian, można lek, zamiast doustnie, stosować powierzchniowo na odbarwione miejsca. Leczenie należy przeprowadzać stopniowo, aby uniknąć poparzeń pozbawionej melaniny skóry. Dlatego kuracja trwa czasem wiele miesięcy.
Jeżeli zmiany obejmują ponad połowę powierzchni ciała, stosuje się raczej częściową depigmentację pozostałej części ciała, aby zmiany stały się mniej widoczne. Depigmentacja polega, np. na podawaniu pacjentowi hydrochinonu. Terapia połączona jest z unikaniem nasłonecznienia ciała, które spowodowałoby repigmentację. Jednak hydrochinon coraz częściej wywołuje u pacjentów reakcję alergiczną.
Czasową utratę pigmentacji leczy się hydrokortyzonem.